# Torgny T:son Segerstedt
Torgny Torgnysson Segerstedt (Mellerud, 11 agosto 1908 – 28 gennaio 1999) è stato un filosofo e sociologo svedese.

## Biografia
Era figlio di Torgny Segerstedt, che fu caporedattore del periodico Göteborgs Handels- och Sjöfartstidning dal 1917 al 1945, noto per le sue posizioni antinaziste.
Nel 1938 ricevette la cattedra di filosofia all'Università di Uppsala, dieci anni più tardi quella di sociologia. Fu rettore dell'ateneo dal 1955 al 1978.
Divenne membro dell'Accademia svedese nel 1975, succedendo nel Seggio numero 2 allo storico Ingvar Andersson.